# Dade City
Dade City è una città degli Stati Uniti d'America situata in Florida, nella Contea di Pasco, della quale è il capoluogo.